# Something New
Something New (с англ. — «Что-то новое») — студийный альбом английской рок-группы The Beatles, издан в 1964 году, третий из альбомов, выпущенных Capitol Records, пятый из американских (и канадских) изданий, — следующий за альбомом A Hard Day’s Night, изданным лейблом United Artists (в американской версии). В этот альбом включены восемь песен с оригинального британского издания A Hard Day’s Night, а также «Slow Down» и «Matchbox» с мини-альбома (EP) Long Tall Sally; ещё была добавлена версия песни «I Want to Hold Your Hand», спетой на немецком языке (под названием «Komm, Gib Mir Deine Hand»). Альбом был выпущен в моно- и стерео-версиях; на стерео-версии были повторены все моно-миксы пяти песен из альбома, выпущенного United Artists. В моно-издании содержатся альтернативные версии песен «Any Time at All» (другой баланс инструментов в инструментальном «бридже»), «I’ll Cry Instead» («отсутствующий» третий куплет), «When I Get Home» (строка «Till I walk out that door again» в «бридже» поется с другим вокальным пассажем, чем в британском моно-миксе) и «And I Love Her» (здесь вокал Маккартни записан один раз, а не «дабл-трек», как на британском моно-альбоме).
Альбом продержался девять недель на 2-м месте в чарте Billboard 200, уступая лишь одноимённому альбому, изданному лейблом United Artists.
Этот альбом был также издан лейблом Parlophone для продажи только на американских военных базах в Европе. Экземпляры из этого издания представляют заметную ценность для коллекционеров. Альбом был также выпущен в Германии лейблом Odeon. В германском издании присутствует псевдостерео-версия песни «Komm, Gib Mir Deine Hand» и расширенная (extended) версия «And I Love Her», где завершающий рифф играется не четыре раза, а шесть. Этот микс был позднее выпущен на американской версии альбома Rarities.
В 2004 году альбом впервые был издан на CD как часть бокс-сета The Capitol Albums, Volume 1 (номер по каталогу CDP 7243 8 66876 2 3).

## Список композиций
Все песни написаны Джоном Ленноном и Полом Маккартни, за исключением отмеченных особо.
Сторона 1
1. «I’ll Cry Instead» — 2:04
2. «Things We Said Today» — 2:35
3. «Any Time at All» — 2:10
4. «When I Get Home» — 2:14
5. «Slow Down» (Ларри Уильямс) — 2:54
6. «Matchbox» (Карл Перкинс) — 1:37

Сторона 2
1. «Tell Me Why» — 2:05
2. «And I Love Her» — 2:29
3. «I’m Happy Just to Dance with You» — 2:00
4. «If I Fell» — 2:18
5. «Komm, Gib Mir Deine Hand» (Леннон — Маккартни/Николас/Хеллер) — 2:24